# Antofilita
La antofilita es un mineral silicato anfíbol, un silicato de magnesio, frecuentemente con impurezas de hierro, que se encuentra en rocas metamórficas. Un sinónimo en español muy poco usado es antogramita.
Se describió por primera vez en 1801 por Friedrich Schumacher.  Como localidad tipo se aplica Kjennerudvann en Kongsberg en Noruega.
Es un mineral polimorfo con la cummingtonita, con su misma fórmula química pero con sistema cristalino monoclínico.

## Ambiente de formación
La antofilita se produce comúnmente por metamorfismo regional de las rocas ultrabásicas, normalmente como mineral secundario por alteración del olivino. Es frecuente por tanto en gneises y esquistos cristalinos ricos en magnesio, así como también puede aparecer en rocas sedimentarias ricas en magnesio como son las dolomías.
Minerales normalmente asociados son el talco, cordierita y flogopita.

## Localización y uso
Es un mineral común en los esquistos de Kongsberg (Noruega), los del sur de Groenlandia y los de Pensilvania (EE. UU.).
A veces se presenta en formas fibrosas que pueden ser usadas como asbesto en la industria, con muchos usos a pesar de su potencial riesgo para la salud. Otros asbestos menos peligrosos son más usados, pero el de antofilita es el mejor como cemento refractario.
Aunque los ejemplares de antofilita aislados y grandes son muy raros, los agregados en geoda de este mineral son de gran belleza para los coleccionistas.